# Macrosiagon deuvei
Macrosiagon deuvei is een keversoort uit de familie waaierkevers (Rhipiphoridae). De wetenschappelijke naam van de soort is voor het eerst geldig gepubliceerd in 2006 door Batelka, Collomb & Nel.